# 贖宥状

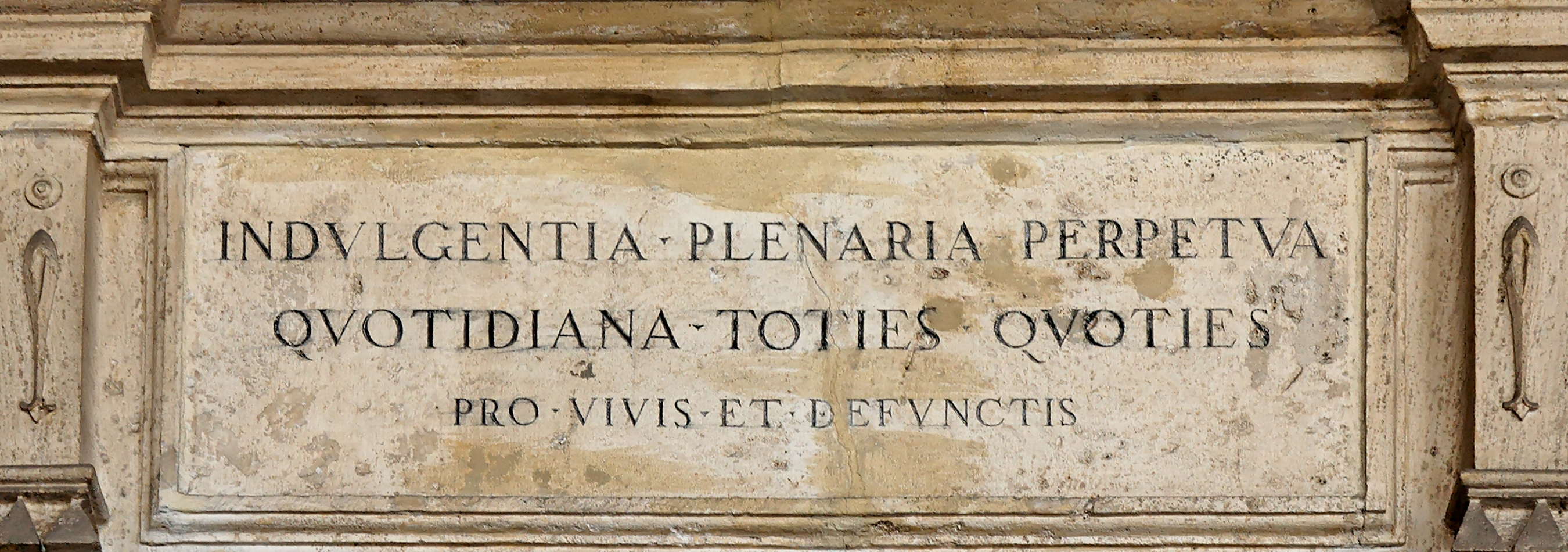

贖宥状（しょくゆうじょう、ラテン語: indulgentia）とは、16世紀にカトリック教会が発行した罪の償いを軽減する証明書。免償符（めんしょうふ）、贖宥符（しょくゆうふ）とも呼ばれる。当時、レオ10世が財政難だったため、贖宥状を発行した。マルティン・ルターが批判していた。
また、日本においては免罪符（めんざいふ）とも呼ばれ、「罪のゆるしを与える」意味で、責めや罪を免れるものや、行為そのものを指すこともある。

## 贖宥状の概念
キリスト教（カトリック教会）では、洗礼を受けた後に犯した罪は、告白（告解）によってゆるされるとしていた。西方教会で考えられた罪の償いのために必要なプロセスは三段階からなる。まず、犯した罪を悔いて反省すること（痛悔）、次に司祭に罪を告白してゆるしを得ること（告白）、最後に罪のゆるしに見合った償いをすること（償い）が必要であり、西方教会ではこの三段階によって、初めて罪が完全に償われると考えられた。古代以来、告解のあり方も変遷してきたが、一般的に課せられる「罪の償い」は重いものであった。
キリスト教に限らず、世界の多くの宗教に、宗教的に救済を得たいなら善行や功徳を積まなくてはならないとする「因果応報」や「積善説」という考え方がある。カトリック教会は、救われたい人間の自由意志が救済のプロセスに重要な役割を果たすとする「自由
意志説」に基づいた救済観を認め、教会が行う施しや聖堂の改修など、教会の活動を補助するために金銭を出すことを救済への近道として奨励した。

## 贖宥状販売の歴史的経緯
贖宥状は元々、イスラームから聖地を回復するための十字軍に従軍したものに対して贖宥を行ったことがその始まりであった。従軍できない者は寄進を行うことでこれに代えた。
教皇ボニファティウス8世の時代に聖年が行われるようになり、ローマに巡礼することで贖宥がされると説かれた。
後に教皇ボニファティウス9世の時代に、教会大分裂という時代にあって、ローマまで巡礼のできない者に、同等の効果を与えるとして贖宥状が出された。これはフランスなどの妨害で巡礼者が難儀することを考えての措置であった。その後も、様々な名目でしばしば贖宥状の販売が行われていた。
教皇レオ10世がサン・ピエトロ大聖堂の建築のための全贖宥を公示し、贖宥状購入者に全免償を与えることを布告した。中世において公益工事の推進のために贖宥状が販売されることはよく行われることであったが、この贖宥状問題が宗教改革を引き起こすことになる。
宗教改革がヨーロッパ全域の中で特に神聖ローマ帝国（ドイツ）で起こったことには理由があった。ドイツで最も大々的に贖宥状の販売が行われたからである。この大々的な販売は当時のマクデブルク大司教位とハルバーシュタット司教（en:Bishopric of Halberstadt）位を持っていたアルブレヒトの野望に端を発していた。彼はブランデンブルク選帝侯ヨアヒム1世の弟であり、兄の支援を受けて、選帝侯として政治的に重要なポストであったマインツ大司教位も得ようと考えた。
だが本来、司教位は1人の人間が1つしか持つことしかできないものである。そのためアルブレヒトは、ローマ教皇庁から複数司教位保持の特別許可を得るため多額の献金を行うことにし、その献金をひねり出すため、フッガー家の人間の入れ知恵によって秘策を考え出した。それは自領内でサン・ピエトロ大聖堂建設献金のためという名目での贖宥状販売の独占権を獲得して稼ぐというものであった。こうして1517年、アルブレヒトは贖宥状販売のための「指導要綱」を発布し、ヨハン・テッツェルというドミニコ会員などを贖宥状販売促進のための説教師に任命した。アルブレヒトにとって贖宥状が多く売れれば自分の手元に収益が入り、献金によってローマ教皇庁の心証も良くなるという思惑であった。贖宥状は盛んに売られ、人々はテッツェルら説教師の周りに群がった。
しかし、義化の問題に悩みぬいた経験を持つ聖アウグスチノ修道会員マルティン・ルターにとって、贖宥状によって罪の果たすべき償いが軽減されるというのは「人間が善行によって義となる」という発想そのものであると思えた。そしてルターが何より問題であると考えたのは、贖宥状の販売で宣伝されていた「贖宥状を買うことで、煉獄の霊魂の罪の償いが行える」ということであった。本来は罪のゆるしに必要な秘跡の授与や悔い改め無しに、金銭で贖宥状を購入することのみで煉獄の霊魂の償いが軽減される、という考え方をルターは贖宥行為の濫用であると感じた（テッツェルのものとしてよく引用される「贖宥状を購入してコインが箱にチャリンと音を立てて入ると霊魂が天国へ飛び上がる」という言葉は、この煉獄の霊魂の贖宥のことを言っている）。
この煉獄の霊魂の贖宥の可否についてはカトリック教会内でも議論が絶えず、疑問視する神学者も多かった。ルターはアルブレヒトの「指導要綱」には贖宥行為の濫用がみられるとして書簡を送り、1517年11月1日、ヴィッテンベルク大学の聖堂の扉にもその旨を記した紙を張り出し、意見交換を呼びかけた（当時の大学において聖堂の扉は学内掲示板の役割を果たしていた）。
ルターはこの一枚がどれほどの激動をヨーロッパにもたらすかまだ知らなかった。これこそが『95ヶ条の論題』である。ルターはこれを純粋に神学的な問題として考えていたことは、論題が一般庶民には読めないラテン語で書かれていたことからも明らかである。しかし、その後、神聖ローマ帝国の諸侯たちの思惑によって徐々に政治問題化し、諸侯と民衆を巻き込む宗教改革の巨大なうねりの発端、すなわちプロテスタントの勃興となった。
カトリック教会はヨーロッパ諸国に広がった宗教改革の動きに対し対抗宗教改革を行って綱紀粛正を図った。その結果、トリエント公会議の決議により贖宥状の金銭による売買は禁止されることになった。なお、贖宥状の金銭での売買は禁じられたが、発行そのものは禁止されておらず、以後も行われた。